# Daldinia concentrica
Espèce
Daldinia concentrica, la Daldinie concentrique, est une espèce de champignons ascomycètes saproxylophages (décomposant le bois mort) de la famille des Xylariaceae.

## Description

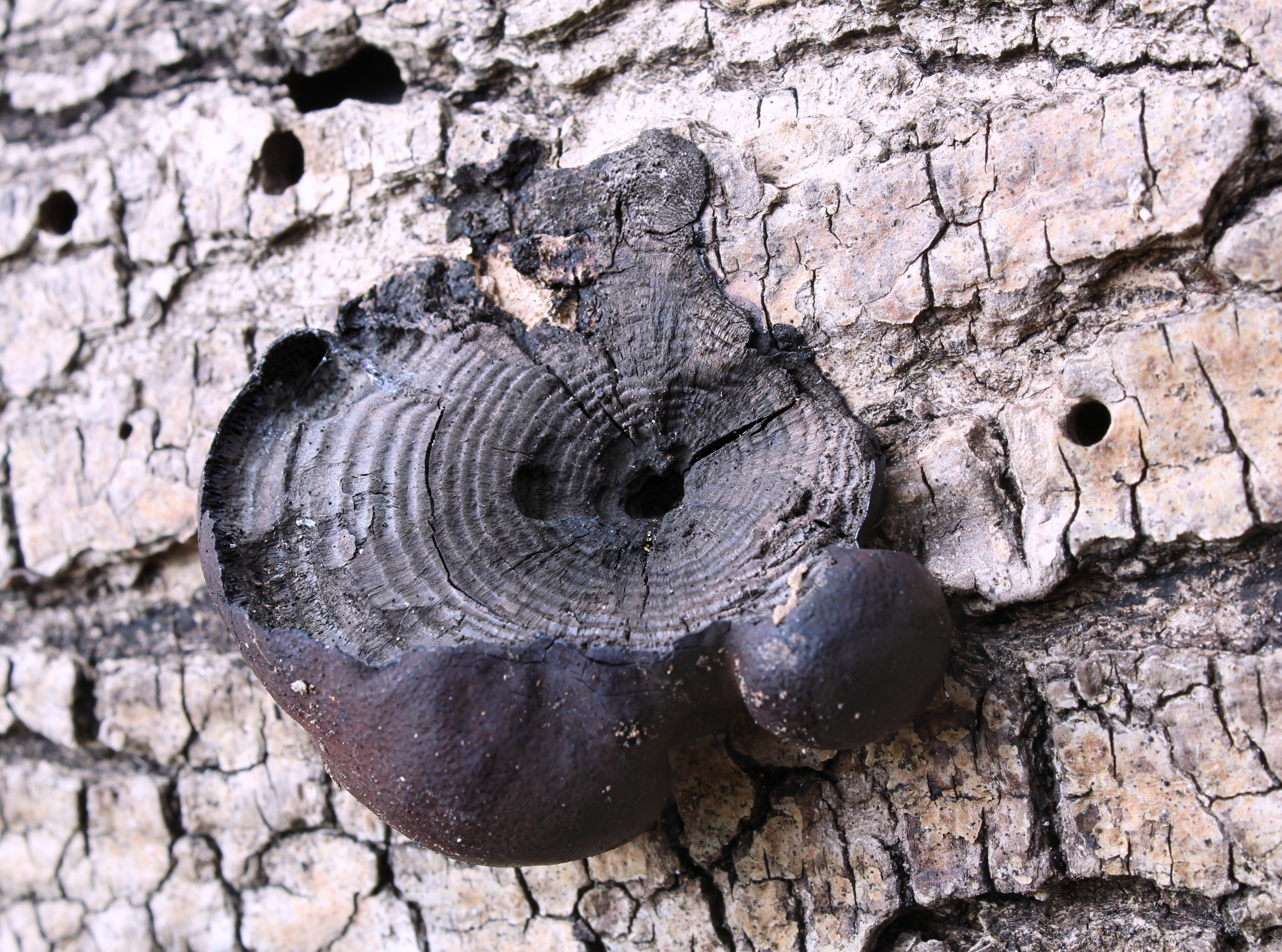
Daldinia concentrica érodé montrant la structure interne, concentrique de sa fructification

- Ascocarpe hémisphérique, irrégulier, apparaissant surtout de l'hiver au printemps, mais éventuellement à d'autres périodes. La forme est plus ou moins comprimée, en coussinets arrondis isolés ou groupés, bulbeux de 2 à 5 centimètres de diamètre ;
- Couleur : brun foncé à nuance roussâtre devenant rapidement noir ;
- texture de surface : légèrement rugueuse à satinée, puis luisante ;
- odeur : pas d'odeur très significative ;
- chair sombre à zones concentriques ;
- spores  noires [1],[2].
- Saprophyte, sur branches de feuillus à terre ;
- champignon dur et non comestible[3].

## Biologie, biochimie
Cette espèce a fait l'objet de centaines d'études dans de nombreux pays.
Elle produit de grandes quantités de pigment mélanique dont la synthèse (« sentier biosynthétique ») produit deux dérivés du naphtalène qui sont nématicides.
Des analyses biochimiques ont mis en évidence quatre nouveaux composés, des daldinones, nommées Daldinone A ; daldinone B ;  daldiniapyrone (4-methoxy-5-carbomethoxy-6-pentyl-2H-pyran-2-one, et  daldinialanone (22R-hydroxylanosta-7,9(11),24-trien-3-one. Ils ont été extraits (par l'éthyl-acétate) du corps de fructification d'échantillons prélevés en Europe.
D'autres composés, déjà connus chez des champignons y ont aussi été trouvés ;
- 4:5:4‘:5‘-tetrahydroxy-1:1‘-binaphthyl
- 3,4,5-trihydroxy-1-tetralone
- (+)-orthosporin
- curuilignan D
- (22E)-cholesta-4,6,8(14),22-tetraen-3-one
- 3β,22-dihydroxylanosta-7,9(11),24-triene
- concentricol
- concentricol B
- concentricol C
- concentricol D
- phenochalasin B

Daldinia concentrica synthétise des molécules à noyaux benzéniques.

Un composé aromatique stéroïdien fossile trouvé dans le pétrole et certains sédiments pourrait provenir de champignons de ce type vivant il y a des centaines de millions d'années .

## Écologie
- Colonisateur : des échantillons provenant de branches de frêne (Fraxinus excelsior) recueillies dans le Sud-Ouest-Bretagne ont été étudiés. Deux caractéristique notables étaient :

1. le nombre limité d'individus de D. concentrica dans les branches,
2. les longueurs et volumes de bois considérables qu'ils occupaient chacun. 
Ce champignon semble être un colonisateur primaire efficace chez certains feuillus.  
La colonisation pourrait se faire à partir d'une présence latente.  In vitro, en culture sur gélose appropriée (malt agar), le mycélium (aux températures optimales) s'étend rapidement[8].

- Compétition : il est plus compétitif (voire "combatif") que beaucoup d'autres organismes qu'il élimine, notamment dans le bois sec[8].
- Interactions entre mycéliums : plusieurs souches génétiquement différentes de cette espèce, cultivées sur un même substrat, se repoussent en formant des « zones de démarcation ». Ceci implique un système de reconnaissance des mycéliums (similaire à celui qui régit l'appariement/accouplement chez les Basidiomycotina hétérothalliques, mais qui ne permettent pas ici la production d'un mycélium secondaire stable[9]
- Vulnérabilité : il semble plus vulnérable à l'humidité qu'à la sécheresse de son environnement. In vitro, la teneur du milieu de culture en certains gaz influe aussi sur sa croissance[8].
- Reproduction : la sporulation se fait de nuit. Les ascospores sont normalement rejetés à une distance horizontale de 1 à 1,2 cm (sans vent) à partir de stromas isolés (en laboratoire, dans un air sec, le phénomène dure 20-30 jours et lors d'une étude de la sporulation, le nombre de spores émis chaque jour était stable. 
Les auteurs suggèrent que D. concentrica est un champignon particulièrement xérophyte, capable grâce à une réserve d'eau de longtemps poursuivre sa décharge de spores « dans des conditions extrêmement sèches »[10].
- Interactions avec le végétal : ce champignon synthétise des composés benzéniques (binaphthyl, et dérivés de benzophénones) dont certains inhibent le développement des végétaux[11]. Ils pourraient le rendre compétitif vis-à-vis des algues et mousses.

## Répartition
L'espèce est largement répartie, de l'Amérique du Nord à toute l'Europe.

## Usages et intérêt pharmacologique
- Autrefois, selon certains auteurs, ce champignon était réputé, si on le portait dans une poche, prémunir le porteur des crampes[12].
- Ce champignon peut être utilisé comme initiateur de feu, car sa structure permet la réception d'une étincelle. Une fois une braise allumée sur le champignon à l'état sec ou peu humide, elle se conserve longtemps et s'étend sur une bonne partie de la surface[13].
- En 1991, une étude[14] coréenne a détecté deux neuroprotecteurs chez cette espèce, associés à un autre composé déjà connu (caruilignan C), dans la fructification du champignon ; ils présentent une activité protectrice contre la neurodégénérescence induite par le fer (iron-induced neurodegeneration), sur culture de neurones corticaux de souris.

## Illustrations

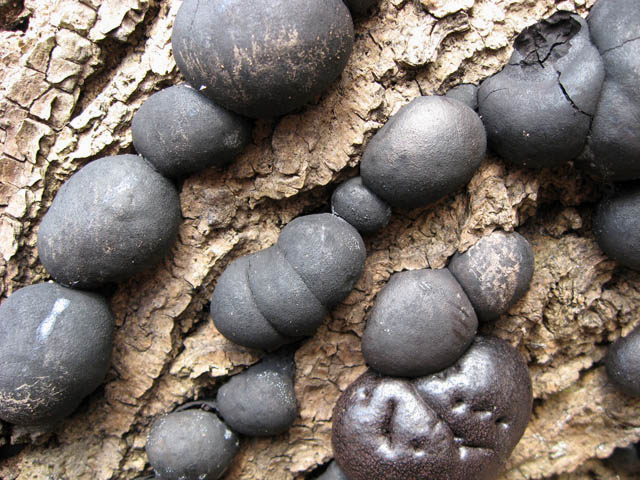
Émergence de fructifications de D. concentrica dans les fentes d'une écorce
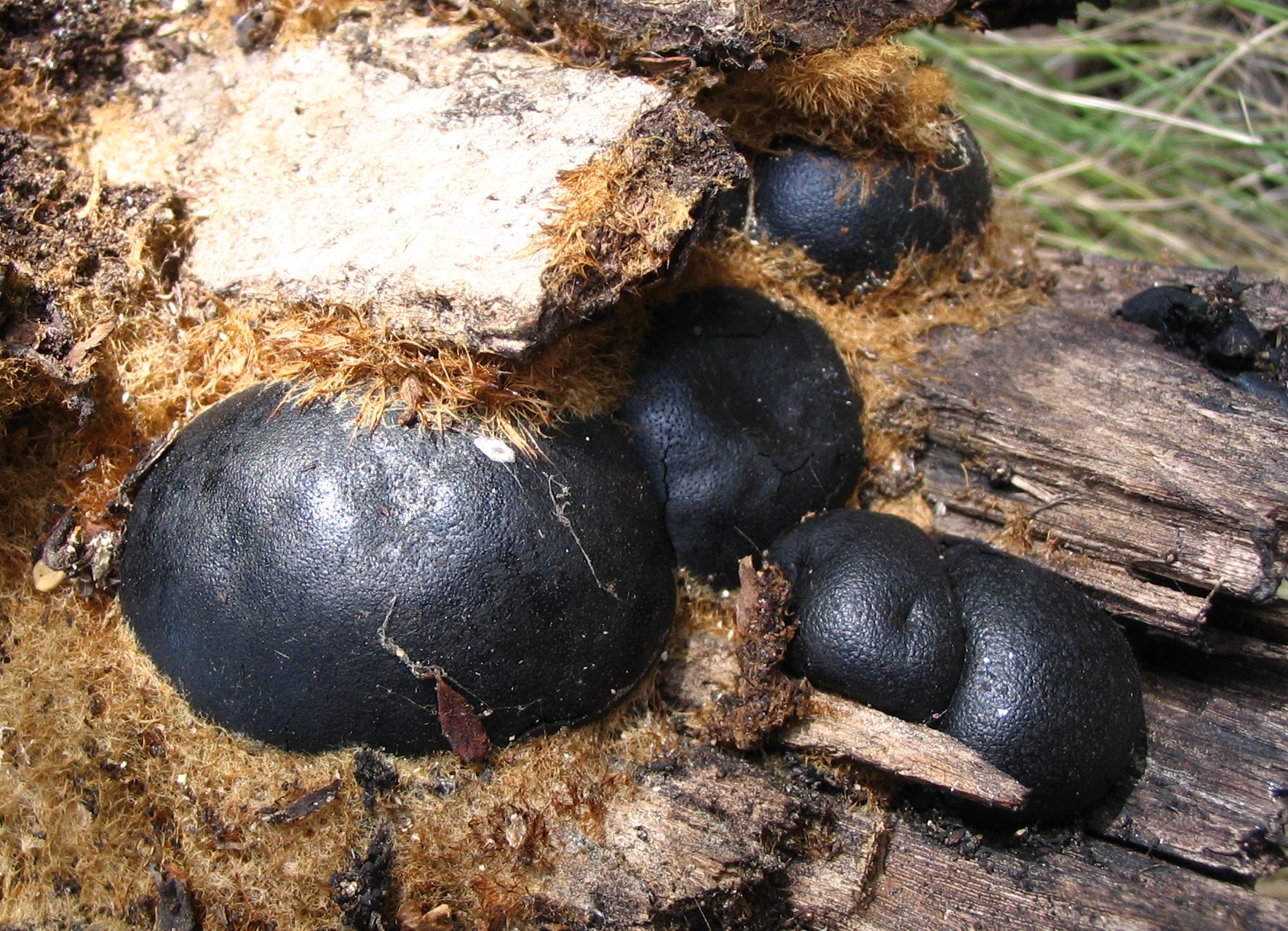
Sur souche (en Île-de-France)
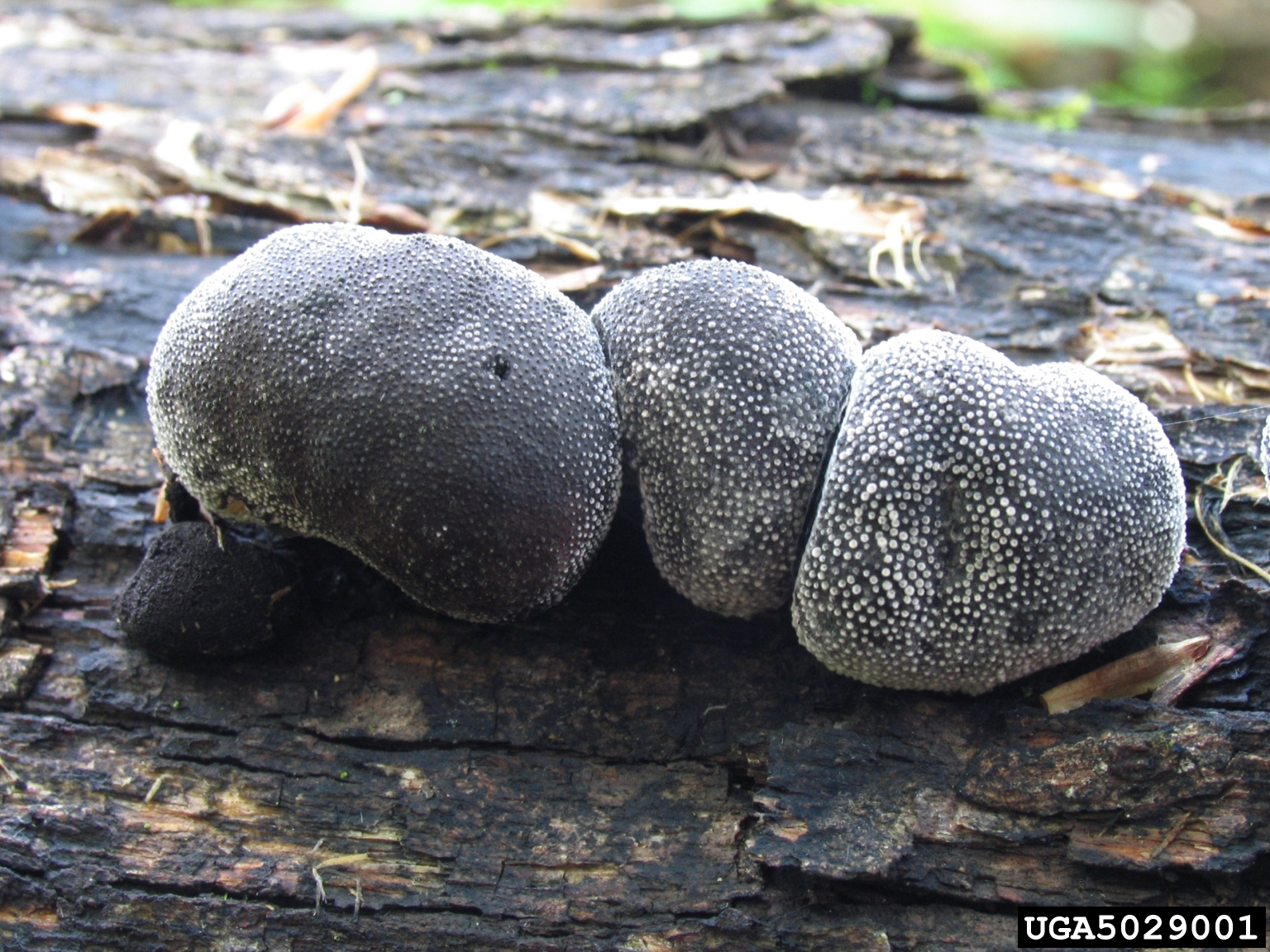
Forme granuleuse (ou autre espèce?) (États-Unis)

## Classification
- Une étude moléculaire de 35 collections de Daldinia prélevées sur 11 espèces végétales différentes a montré pour l'Europe du Nord 5 taxons distincts : Daldinia concentrica, D. cf. fissa, D. grandis, D. loculata, D. cf. petriniae (les trois dernières espèces presque exclusivement sur bois brûlé), mais ces entités ne forment pas un bloc monophylétique dans l'arbre phylogénétique dérivé des analyses de l'ADN ribosomique[15].
- Une étude comparative des états « parfaits » et « imparfaits » de Daldinia concentrica et D. vernicosa a confirmé leur identité génétique distincte[16].